# Mansowie

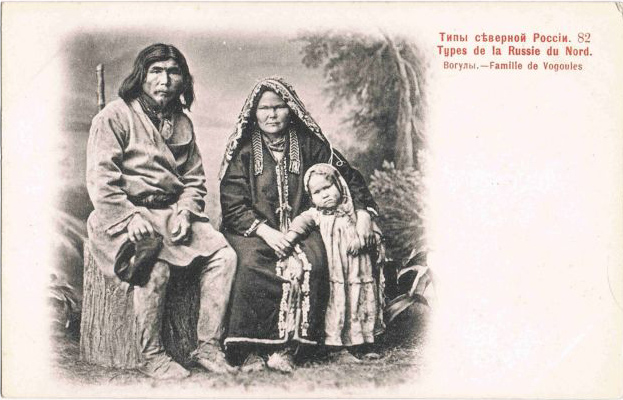
Mansowie przedstawieni na pocztówce z 1901 r.

Mansowie (dawniej „Wogułowie”, w staroruskich kronikach „Jugrowie”, nazwa własna Mańś lub Moańś) – naród ugrofiński zamieszkujący zachodnią Syberię pomiędzy Uralem a rzeką Ob. Posługują się językiem mansyjskim, należącym do języków ugryjskich, oraz – coraz częściej – językiem rosyjskim.

## Liczebność
Według danych z 2002 r. Federację Rosyjską zamieszkiwało 11 432 Mansów, głównie w Chanty-Mansyjskim Okręgu Autonomicznym (9894 osób) oraz w pozostałej części obwodu tiumeńskiego (667 osób), a także w obwodzie swierdłowskim (259 osób). 11 Mansów zamieszkuje Republikę Komi.
W Chanty-Mansyjskim Okręgu Autonomicznym, będącym w założeniu jednostką podziału terytorialnego, w którym Mansowie posiadają autonomię i od których wziął on swą nazwę, Mansowie stanowią ok. 0,67% populacji.

## Historia
Nazwa Manś (Moańś) w języku mansyjskim oznacza „człowiek”.
Naród wykształcił się w rezultacie zmieszania się miejscowych, neolitycznych plemion uralskich z napływowymi plemionami uralskimi, które w II–I tys. p.n.e. przez stepy i lasostepy zachodniej Syberii i Kazachstanu przybyły do północno-wschodniego skrawka Europy (świadomość owego dwuskładnikowego pochodzenia narodu zachowana została w tradycji podziału Mansów na dwie grupy: Por i Moś).
Pierwotnie Mansowie zamieszkiwali tereny położone na zachód od obecnie zasiedlanych ziem, w górach Uralu i po ich zachodniej, europejskiej stronie, jednak w XI–XIV w. z obszarów tych wyparli ich Komiacy oraz Rosjanie. Pierwsze kontakty z cywilizacją europejską Mansowie nawiązali za pośrednictwem ruskim (nowogrodzkim) w XI w. W staroruskich kronikach Mansowie nazywani są mianem Jugrowie, która to nazwa została przez Nowogrodzian zapożyczona od Komiaków, określających Mansów mianem Jögra. (Tą samą nazwą określani byli także spokrewnieni z Mansami Chantowie, zamieszkujący bardziej na wschód).
W XVI w. tereny obecnie zamieszkane przez Mansów zostały przyłączone do Rosji. Kolonizacja rosyjska sprawiła, iż już w XVII w. Mansowie stali się mniejszością na zajmowanych terenach.
Po utworzeniu Związku Radzieckiego Mansowie, wspólnie z pokrewnymi kulturalnie i językowo Chantami otrzymali niewielką autonomię w ramach utworzonego 10 grudnia 1930 Ostjako-Wogulskiego Okręgu Autonomicznego (w 1940 r. przemianowanego na Chanty-Mansyjski Okręg Autonomiczny). Autonomia ta istnieje do dziś.

## Religia
Do XVIII w. Mansowie wyznawali szamanizm, następnie lud ten formalnie został schrystianizowany, jednak liczne przeżytki poprzedniej religii przetrwały do dziś. Po okresie walki z rodzimymi wierzeniami w XIX w., a następnie po walce z wszelkimi przejawami religii w Związku Radzieckim, większość Mansów wyznaje prawosławie, zaś niektórzy wracają do tradycyjnych, rodzimych wierzeń. Nawet wśród prawosławnych istnieją silne tradycje nawiązujące do starej religii: żywy jest kult duchów opiekuńczych i przodków, istnieje kult niedźwiedzia.

## Kultura
W obrębie narodu Mansów istnieją dwie grupy ludzi: Por i Moś. Różnią je obyczaje i tradycyjnie wywodzone pochodzenie. Por uważani są za potomków autochtonicznych ludów łowiecko-rybackich, zaś Moś – za potomków napływowych, koczowniczych Ugrów. W wersji bardziej zmitologizowanej przodkiem Por był niedźwiedź, zaś Moś – kobieta Kałtasz, przedstawiana w postaci rysia, zajęczycy lub motyla.
Charakterystyczną cechą Mansów jest egzogamia. Mężczyźni z grupy Por mogą zawierać związki małżeńskie tylko z kobietami z grupy Moś, zaś mężczyźni z grupy Moś – z kobietami z grupy Por.
Mansowie posiadają bogaty folklor i mitologię; zaliczani są do rdzennych ludów Syberii; podobnie jak w przypadku innych ludów z tej grupy rodzime tradycje są zagrożone poprzez wypieranie ich przez kulturę zachodnią, głównie rosyjską.
Dla ochrony mansyjskiego dziedzictwa kulturowego powołanych zostało kilka fundacji, jednak proces zaniku tradycji narodowych postępuje i jest związany z rozwojem gospodarczym i procesami urbanizacyjnymi.
Tradycyjne domy Mansów dzielą się na stałe i sezonowe – zakładane w miejscach pobytu przez myśliwych i hodowców reniferów, w okresie wiosenno-jesiennym.

## Język
Język mansyjski (dawniej język wogulski), zaliczany do grupy ugryjskiej w uralskiej rodzinie językowej, jest językiem zagrożonym wymarciem, wypieranym przez rosyjski; spośród ok. 10 000 Mansów ojczystym językiem posługuje się tylko ok. 3000 osób zamieszkujących głównie małe ośrodki osadnicze; w większych Mansowie posługują się rosyjskim. Badaniem języka mansyjskiego zajmowali się uczeni węgierscy i fińscy, którzy wyodrębnili w nim cztery podstawowe dialekty. Najwięcej mówiących używa dialektu północnego, dialekt południowy praktycznie wymarł. Od XX wieku język mansyjski posiada skromną literaturę zapisywaną początkowo alfabetem łacińskim, a od 1937 r. – cyrylicą.

## Gospodarka
Tradycyjne zajęcia Mansów to: myślistwo, rybołówstwo i hodowla reniferów (przejęta od plemion samojedzkich w XIV w.), a od XVIII w. także uprawa roli i chów bydła.
W okresie ZSRR działalność gospodarcza w tych dziedzinach odbywała się w obrębie kołchozów.